# Afrixalus clarkei
Afrixalus clarkei es una especie de anfibios de la familia Hyperoliidae endémica del sudoeste de Etiopía, entre los 800 y los 1800 m de altitud. Habita bosques tropicales caducifolios, bordes de bosque y zonas de plantación o degradadas. Se reproduce en charcas con vegetación emergente. Está amenazada de extinción por la pérdida y degradación de su hábitat natural.